# Eduard de Dene
Eduard de Dene (Brugge, 1505-1576) was een Brugs rederijker en dichter. Zijn voornaam wordt soms ook gespeld als Edewaerd, Eduwaert of Edward.

## Levensloop
De Dene was een zoon van de kantoorklerk Liman de Dene en behoorde tot de geletterde middenstand. Hij kreeg een behoorlijke opvoeding, kende Latijn en Frans en was een goed Bijbelkenner. In 1553 werd hij benoemd tot klerk van de Vierschaar, een beëdigd officieel ambt, vergelijkbaar met de hedendaagse notaris.
Hij trouwde met Maria, de dochter van rechtsgeleerde Jan De Corte en ze kregen verschillende kinderen. Hij geraakte weldra op het verkeerde pad, als gevolg van drankmisbruik. 
Hij kwam bij herhaling in aanraking met het stedelijk gerecht en maakte zelfs kennis met de gevangenis, na veroordelingen wegens het voeren van een duel en wegens schotschriften, waaronder een tegen de biecht. Het beheer van zijn goederen werd hem in 1548 ontnomen ten gunste van zijn vrouw. Zijn eigendommen werden een na een verkocht en zijn woonhuis en de inboedel werden in 1558 openbaar geveild.
Dit alles hielp niet om hem tot een betere levenswandel terug te brengen.
In 1564 werd hem het ambt van klerk ontnomen. Hij bleef zijn bijdragen aan de beroepsvereniging schuldig en in 1576 werd in het verslagboek vermeld dat hij insolvent was gestorven en zijn schuld niet meer invorderbaar was. 

## Dichter en rederijker:Testament Retoricael

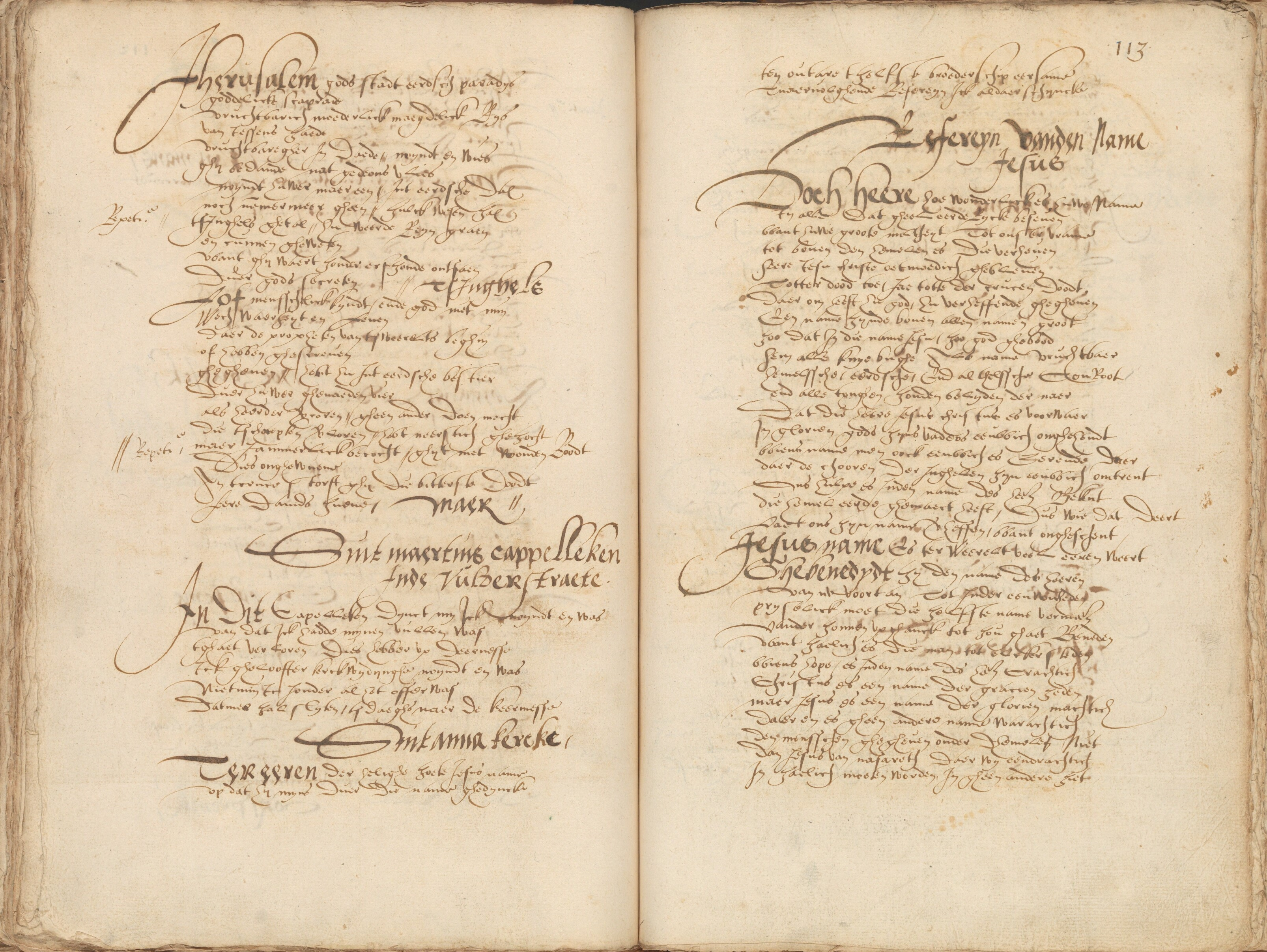
Fragment uit het Testament Rhetoricael. Voltooid in 1561.

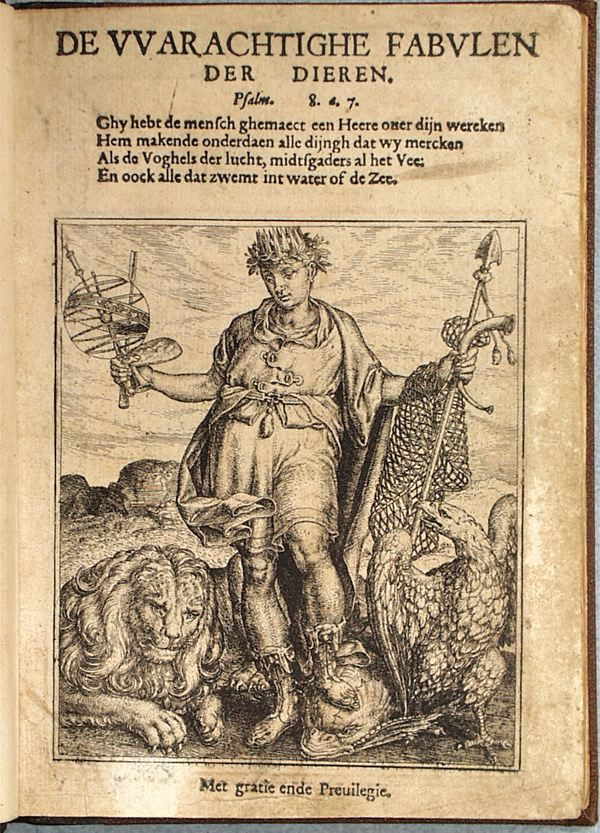
De VVarachtighe Fabvlen der Dieren, emblemata-bundel met fabelen van Eduard de Dene, met een voorwoord van Lucas d'Heere en met prenten geïllustreerd door Marcus Gheeraerts, gepubliceerd 1567. Bewaard door Openbare Bibliotheek Brugge.

De Dene was factor (secretaris) van de Brugse Rederijkerskamer der Weerde Drie Santinnen. Voor deze gilde schreef hij heel wat toneelstukken, die echter niet bewaard zijn gebleven.
Zijn voornaamste bewaarde werk, dat getuigt van zijn poëtische kwaliteiten, is het Testament Retoricael, een gedicht van 25.000 verzen, waarin heel wat van zijn afzonderlijk dichtwerk verwerkt is. Het eindigt met zijn Langhen Adieu, waarin hij afscheid neemt van zijn stad en zijn werk, terwijl hij zijn denkbeeldige bezittingen aan zijn verwanten overmaakt. Dit werk maakte onvermijdelijk dat hij werd vergeleken met François Villon.
Het bewaarde handschrift was in het bezit van de Brugse volkskundige Karel De Wolf en in 1960 werd het eigendom van de Universiteitsbibliotheek in Gent. Het werd in 1976-1980 op wetenschappelijke wijze gepubliceerd door de Gentse rederijkerskamer 'De Fonteine'.
De muziekhistorische betekenis van dit handschrift ligt voornamelijk in de grote hoeveelheid liederen (79) met een bijzondere artistieke waarde die rederijker Eduard De Dene hierin heeft nagelaten. Het is de omvangrijkste bundeling van autografe werken van De Dene. Doordat een aantal stukken gedateerd zijn, heeft de bundel ook een belangrijke ijkwaarde voor andere rederijkersgedichten en –liederen. Hoewel het handschrift geen muzieknotatie bevat, is het een onmisbare bron van grote muziekhistorische waarde. De talloze aanduidingen ’op de wijze van’ zijn de enige mogelijkheid tot reconstructie van de melodieën van de rederijkersliederen
De Dene schreef ook de teksten bij de prenten van Marcus Gerards, in 1567 verschenen onder de titel De warachtighe fabulen der dieren.

## Publicaties
- Testament rhetoricael, 3 delen (ed. W. Waterschoot, D. Coigneau et al.), o.l.v. A. Van Elslander, in: Jaarboek ‘De Fonteine’ XXVI, XXVIII en XXX, 1976-1980.
- De warachtighe fabulen der dieren, editie Marc Goetinck en Wily Le Loup, Brugge, 1978.